# Spaniens Grand Prix 2019
Spaniens Grand Prix 2019, officiellt Formula 1 Emirates Gran Premio de España 2019, var ett Formel 1-lopp som kördes 12 maj 2019 på Circuit de Barcelona-Catalunya i Montmeló i Spanien. Loppet var det femte av sammanlagt tjugoen deltävlingar ingående i Formel 1-säsongen 2019 och kördes över 66 varv.

## Resultat

### Kval
| KR. | Nr | Förare             | Konstruktör               | Q1       | Q2       | Q3       | Grid |
| --- | -- | ------------------ | ------------------------- | -------- | -------- | -------- | ---- |
| 1   | 77 | Valtteri Bottas    | Mercedes                  | 1.16,979 | 1.15,924 | 1.15,406 | 1    |
| 2   | 44 | Lewis Hamilton     | Mercedes                  | 1.17,292 | 1.16,038 | 1.16,040 | 2    |
| 3   | 5  | Sebastian Vettel   | Ferrari                   | 1.17,425 | 1.16,667 | 1.16,272 | 3    |
| 4   | 33 | Max Verstappen     | Red Bull Racing-Honda     | 1.17,244 | 1.16,726 | 1.16,357 | 4    |
| 5   | 16 | Charles Leclerc    | Ferrari                   | 1.17,388 | 1.16,714 | 1.16,588 | 5    |
| 6   | 10 | Pierre Gasly       | Red Bull Racing-Honda     | 1.17,862 | 1.16,932 | 1.16,708 | 9    |
| 7   | 8  | Romain Grosjean    | Haas-Ferrari              | 1.18,042 | 1.17,066 | 1.16,911 | 7    |
| 8   | 20 | Kevin Magnussen    | Haas-Ferrari              | 1.17,669 | 1.17,272 | 1.16,922 | 8    |
| 9   | 26 | Daniil Kvyat       | Scuderia Toro Rosso-Honda | 1.17,914 | 1.17,243 | 1.17,573 | 9    |
| 10  | 3  | Daniel Ricciardo   | Renault                   | 1.18,385 | 1.17,299 | 1.18,106 | 13   |
| 11  | 4  | Lando Norris       | McLaren-Renault           | 1.17,611 | 1.17,338 | 0        | 10   |
| 12  | 23 | Alexander Albon    | Scuderia Toro Rosso-Honda | 1.17,796 | 1.17,445 | 0        | 11   |
| 13  | 55 | Carlos Sainz Jr.   | McLaren-Renault           | 1.17,760 | 1.17,599 | 0        | 12   |
| 14  | 7  | Kimi Räikkönen     | Alfa Romeo Racing-Ferrari | 1.18,132 | 1.17,788 | 0        | 14   |
| 15  | 11 | Sergio Pérez       | Racing Point-BWT Mercedes | 1.18,286 | 1.17,886 | 0        | 15   |
| 16  | 27 | Nico Hülkenberg    | Renault                   | 1.18,404 | 0        | 0        | Depå |
| 17  | 18 | Lance Stroll       | Racing Point-BWT Mercedes | 1.18,471 | 0        | 0        | 16   |
| 18  | 99 | Antonio Giovinazzi | Alfa Romeo Racing-Ferrari | 1.18,664 | 0        | 0        | 18   |
| 19  | 63 | George Russell     | Williams-Mercedes         | 1.19,072 | 0        | 0        | 19   |
| 20  | 88 | Robert Kubica      | Williams-Mercedes         | 1.20,254 | 0        | 0        | 17   |

| Vidare från första kvalrundan ▬▬ Vidare från andra kvalrundan ▬▬ |

107 %-gränsen: 1.22,367
Källor:

### Lopp
| Pos. | Nr | Förare             | Konstruktör               | Varv | Tid         | Grid | P     |
| ---- | -- | ------------------ | ------------------------- | ---- | ----------- | ---- | ----- |
| 1    | 44 | Lewis Hamilton     | Mercedes                  | 66   | 1:35.50,443 | 2    | 25+1a |
| 2    | 77 | Valtteri Bottas    | Mercedes                  | 66   | +4.074      | 1    | 18    |
| 3    | 33 | Max Verstappen     | Red Bull Racing-Honda     | 66   | +7.679      | 4    | 15    |
| 4    | 5  | Sebastian Vettel   | Ferrari                   | 66   | +9.167      | 3    | 12    |
| 5    | 16 | Charles Leclerc    | Ferrari                   | 66   | +13.361     | 5    | 10    |
| 6    | 10 | Pierre Gasly       | Red Bull Racing-Honda     | 66   | +19.576     | 6    | 8     |
| 7    | 20 | Kevin Magnussen    | Haas-Ferrari              | 66   | +28.159     | 8    | 6     |
| 8    | 55 | Carlos Sainz Jr.   | McLaren-Renault           | 66   | +32.342     | 12   | 4     |
| 9    | 26 | Daniil Kvyat       | Scuderia Toro Rosso-Honda | 66   | +33.056     | 9    | 2     |
| 10   | 8  | Romain Grosjean    | Haas-Ferrari              | 66   | +34.641     | 7    | 1     |
| 11   | 23 | Alexander Albon    | Scuderia Toro Rosso-Honda | 66   | +35.445     | 11   | 0     |
| 12   | 3  | Daniel Ricciardo   | Renault                   | 66   | +36.758     | 13   | 0     |
| 13   | 27 | Nico Hülkenberg    | Renault                   | 66   | +39.241     | Depå | 0     |
| 14   | 7  | Kimi Räikkönen     | Alfa Romeo Racing-Ferrari | 66   | +41.803     | 14   | 0     |
| 15   | 11 | Sergio Pérez       | Racing Point-BWT Mercedes | 66   | +46.877     | 15   | 0     |
| 16   | 99 | Antonio Giovinazzi | Alfa Romeo Racing-Ferrari | 66   | +47.691     | 17   | 0     |
| 17   | 63 | George Russell     | Williams-Mercedes         | 65   | +1 varv     | 19   | 0     |
| 18   | 88 | Robert Kubica      | Williams-Mercedes         | 65   | +1 varv     | 18   | 0     |
| RET  | 18 | Lance Stroll       | Racing Point-BWT Mercedes | 44   | Kollision   | 16   | 0     |
| RET  | 4  | Lando Norris       | McLaren-Renault           | 44   | Kollision   | 10   | 0     |

| Förare och stall som tog poäng ▬▬ |

Källor:
- ^a  – Lewis Hamilton erhöll en extrapoäng för snabbaste varv.

## Poängställning efter loppet
| Position  | 1    | 2    | 3    | 4    | 5    | 6   | 7   | 8   | 9   | 10  | Snabbaste varv |
| Poäng (p) | 250p | 180p | 150p | 120p | 100p | 80p | 60p | 40p | 20p | 10p | 10p            |

| Pos. | Förare            | Stall                     | Poäng |
| ---- | ----------------- | ------------------------- | ----- |
| 1    | Lewis Hamilton    | Mercedes                  | 112   |
| 2    | Valtteri Bottas   | Mercedes                  | 105   |
| 3    | Max Verstappen    | Red Bull-Honda            | 66    |
| 4    | Sebastian Vettel  | Ferrari                   | 64    |
| 5    | Charles Leclerc   | Ferrari                   | 57    |
| 6    | Pierre Gasly      | Red Bull-Honda            | 21    |
| 7    | Kevin Magnussen   | Haas-Ferrari              | 14    |
| 8    | Sergio Pérez      | Racing Point-BWT Mercedes | 13    |
| 9    | Kimi Räikkönen    | Alfa Romeo Racing-Ferrari | 13    |
| 10   | Lando Norris      | McLaren-Renault           | 12    |
| 11   | Carlos Sainz, Jr. | McLaren-Renault           | 10    |
| 12   | Daniel Ricciardo  | Renault                   | 6     |
| 13   | Nico Hülkenberg   | Renault                   | 6     |
| 14   | Lance Stroll      | Racing Point-BWT Mercedes | 4     |
| 15   | Alexander Albon   | Toro Rosso-Honda          | 3     |
| 16   | Daniil Kvyat      | Toro Rosso-Honda          | 3     |
| 17   | Romain Grosjean   | Haas-Ferrari              | 1     |

| Pos. | Stall                     | Poäng |
| ---- | ------------------------- | ----- |
| 1    | Mercedes                  | 217   |
| 2    | Ferrari                   | 121   |
| 3    | Red Bull-Honda            | 87    |
| 4    | McLaren-Renault           | 22    |
| 5    | Racing Point-BWT Mercedes | 17    |
| 6    | Haas-Ferrari              | 15    |
| 7    | Alfa Romeo Racing-Ferrari | 13    |
| 8    | Renault                   | 12    |
| 9    | Toro Rosso-Honda          | 6     |